# Teo Torriatte (Let Us Cling Together)
Teo Torriatte (Let Us Cling Together) – ballada rockowa zespołu Queen, napisana przez ich gitarzystę, Briana Maya, specjalnie dla japońskich fanów. Jest to ostatni, dziesiąty utwór na albumie A Day at the Races.
Utwór ma charakter hymnu. Rozpoczyna się delikatnie (motyw na fortepianie), z refleksyjnym, nieco smutnym śpiewem, aby przejść do patetycznego, refrenu w języku japońskim. Na koncertach w Japonii jego wykonanie było bardzo ważnym punktem występu, Freddie Mercury śpiewał na przemian z publicznością. Tłumaczenie tytułu oznacza „trzymajmy się mocno razem”.
Jest to jeden z czterech utworów Queen, gdzie część tekstu jest w innym języku niż angielski (druga to „Bohemian Rhapsody”, trzecia to „Mustapha”, a czwarta to „Las Palabras de Amor”).
Wykonanie utworu na żywo dostępne jest w wydawnictwach Queen on Fire – Live at the Bowl i Super Live in Japan.
Singel został wydany tylko w Japonii, gdzie dotarł na 49. miejsce na liście.
Albumowa wersja utworu kończy się tym samym motywem muzycznym co jest zawarty przed przewodnim riffem w piosence „Tie Your Mother Down”